# Christopher Duntsch
Christopher Daniel Duntsch (* 3. April 1971 in Montana) ist ein ehemaliger US-amerikanischer Facharzt für Neurochirurgie, der an verschiedenen Kliniken im Dallas-Fort-Worth-Metroplex arbeitete. Er wird von einigen Medien auch Dr. Death, Dr. D und Dr. Tod genannt. Er wurde 2017 aufgrund mehrerer grober Behandlungsfehler, welche zum Tod und zu Behinderungen seiner Patienten führten, zu einer lebenslangen Freiheitsstrafe verurteilt.

## Leben
Duntsch wurde in Montana geboren, lebte die meiste Zeit seiner Jugend aber in Memphis (Tennessee). Er schloss die Evangelical Christian School in Cordova, einem Vorort von Memphis, ab. Ursprünglich wollte er eine Karriere als Footballprofi anstreben, wurde jedoch nur Mitglied des Millsaps College in der Division II und der Colorado State University in der Mountain West Conference der NCAA Division I. Danach kehrte er an die Memphis State University (jetzt University of Memphis) zurück. Aufgrund des häufigen Ortswechsels war ein Fortführen seiner Footballkarriere nicht mehr machbar. Sein neues Ziel war Neurochirurg.
Duntsch absolvierte ein MD–PhD-Programm und eine Facharztausbildung für Neurochirurgie am University of Tennessee Health Science Center, ebenfalls komplettierte er eine Wirbelsäulenspezialisierung. Schon während seiner Ausbildung wurde er überführt, unter Einfluss von Kokain operiert zu haben. Nach Absolvierung eines Programms für Ärzte mit Drogenproblemen durfte er seine Ausbildung fortsetzen.

## Künstlerische Rezeption
Wondery Media veröffentlichte 2018 eine 6-teilige Podcast-Serie Dr. Death über Duntsch. Diese wird seit August 2019 auch in einer deutschen Übersetzung angeboten.
Ab 15. Juli 2021 wurde in den USA eine achtteilige Serie unter dem Titel Dr. Death von Peacock gezeigt. Die Hauptdarsteller sind Joshua Jackson als Duntsch, sowie Alec Baldwin und Christian Slater als die beiden Ärzte, die Duntsch letztlich das Handwerk legen.